# Ніколас Мак-Артур
Ніколас Даглас Мак-Артур (англ. Nicholas Douglas McArthur; нар. 21 грудня 2012, Джорджтаун, Гаяна) — гаянський футболіст, правий півзахисник клубу «Поліс» та національної збірної Гаяни.

## Клубна кар'єра
У червні 2021 року підписав 2-річний контракт з ямайським клубом «Портмор Юнайтед».

## Кар'єра в збірній
У футболці національної збірної Гаяни дебютував 15 листопада 2019 року в переможному (4:2) домашньому поєдинку групи Б Ліги націй КОНКАКАФ проти Аруби.

## Досягнення
- Чемпіонат Гаяни
  -  Чемпіон (2): 2017/18, 2019